# Delwijnen
Delwijnen é uma cidade na municipalidade de Zaltbommel, na província de Guéldria, nos Países Baixos, e está situada a 12 km ao noroeste de 's-Hertogenbosch.
Em 2001, a cidade tinha uma população urbana estimada de 92 habitantes em sua área urbana de 0.038 km². A população total (urbana e rural), era de 480 moradores.